# Maarten Joost Maria Christenhusz
Maarten Joost Maria Christenhusz, né 27 avril 1976 à Enschede, est un botaniste néerlandais.